# Stefano Carobbi

Stefano Carobbi (Pistoia, 16 gennaio 1964) è un allenatore di calcio ed ex calciatore italiano, di ruolo difensore.

## Caratteristiche tecniche
Terzino di fascia reputato tra i migliori della sua epoca in Italia, era dotato di scatto, accelerazione, grande corsa e coordinazione nel cross. Destro naturale, giocava sulla fascia sinistra. 

## Carriera

### Giocatore
Inizia dando i primi calci nella Unione Sportiva Tempio di Pistoia, mettendosi subito in luce. Passa velocemente all'A.C. Pistoia e ben presto suscita l'interesse di diverse squadre professionistiche. In seguito cresce calcisticamente nel settore giovanile della Fiorentina, per poi arrivare in prima squadra nella stagione 1982-1983, in cui esordisce in Serie A il 27 febbraio 1983 in occasione della partita casalinga contro l'Avellino. 
Nell'estate del 1989, dopo aver totalizzato 122 presenze in maglia viola, per volere di Arrigo Sacchi passa al Milan. In rossonero rimane per due stagioni, totalizzando soltanto 11 presenze in campionato in un biennio, ma vincendo una Coppa dei Campioni, due Supercoppe UEFA e due Coppe Intercontinentali. 
Nell'estate del 1991 torna alla Fiorentina, dove nelle successive due stagioni colleziona complessivamente 57 presenze e nella stagione 1992-1993 veste la fascia di capitano. 
Nella stagione 1993-94 passa al Lecce, sempre in Serie A, dove colleziona 11 presenze. Al termine della stagione passa al Poggibonsi, dove chiude la carriera.
In Serie A ha totalizzato 202 presenze e 3 reti. Vanta inoltre 7 presenze e un gol con la Nazionale Under-21.

### Allenatore
Ha allenato numerose formazioni giovanili della Fiorentina, dai Pulcini fino agli Allievi.
Dal 2012 al 2014 è stato seduto sulla panchina del FiesoleCaldine, squadra di Serie D. Dall'estate del 2014 passa alla conduzione tecnica della Colligiana, nel campionato di Serie D, rimamendo legato alla società fino al termine della stagione 2017-2018.
Nel giugno 2018 la neopromossa Florentia S.G. annuncia di aver trovato un accordo con Carobbi per guidare la squadra nel suo primo campionato di Serie A femminile.
Nell'estate 2019 lascia la panchina della squadra toscana, nel frattempo trasferitasi a San Gimignano, a Michele Ardito, proveniente dal Mozzanica, non iscritto alla Serie A 2019-2020, rimanendo come direttore tecnico. Ritorna sulla panchina in sostituzione dello stesso Ardito, esonerato, il 18 dicembre dello stesso anno, guidando la squadra insieme alle assistenti allenatrici Elisabetta Tona e Giulia Domenichetti.

## Palmarès

### Giocatore

#### Club
- Supercoppa UEFA: 2

Milan: 1989, 1990
- Coppa Intercontinentale: 2

Milan: 1989, 1990
- Coppa dei Campioni: 1

Milan: 1989-1990